# پریش باتن روژ شرقی (لوئیزیانا)
ایست باتن رو پریش (به انگلیسی: East Baton Rouge Parish) قصبهای در ایالات متحده آمریکا است که در لوئیزیانا واقع شده‌است.

## خصوصیات
ایست باتن رو پریش ۱٬۲۱۷٫۳ کیلومترمربع مساحت دارد.